# Emerald (hrabstwo St. Croix)
Emerald – jednostka osadnicza w Stanach Zjednoczonych, w stanie Wisconsin, w hrabstwie St. Croix.